# Largo do Chiado
Der Largo do Chiado ist ein Platz im Zentrum der portugiesischen Hauptstadt Lissabon. Er ist einer der zentralen Plätze des Stadtteils Chiado. Er stellt die Verbindung zwischen der Rua Garrett und der Praça Luís de Camões her und liegt in den Stadtgemeinden Misericórdia und Santa Maria Maior.

## Geschichte
An der Westseite des heutigen Platzes befanden sich die Türme der Portas de Santa Catarina der Fernandinischen Stadtbefestigung (Cerca Fernandina), die zwischen 1373 und 1375 errichtet wurden. Nach deren Abriss zwischen 1705 und 1707 wurde der Platz in seiner heutigen Form angelegt.
Allgemein wurde er lange Zeit als Largo das Duas Igrejas bezeichnet, nach den beiden Kirchen Loreto und Encarnação, die an der Nord- und Südseite des Platzes errichtet wurden. Von 1771 bis 1853 befand sich auf dem Platz der Chafariz do Loreto, der über die Galeria do Loreto mit dem Aqueduto das Águas Livres verbunden war. Ihn schmückte eine Neptunstatue, die heute im Zentrum des Largo de Dona Estefânia steht.
Auf Beschluss der Câmara Municipal von Lissabon erhielt der Platz am 19. Mai 1925 seinen heutigen Namen. 1929 wurde an der Westseite des Platzes ein Denkmal für den Dichter António Ribeiro (1520–1591) aufgestellt, der allgemein unter dem Namen «Chiado» bekannt ist.
Verkehrlich ist der Platz durch den U-Bahnhof Baixa-Chiado erschlossen, dessen westlicher Ausgang sich auf dem Platz befindet und zu dem vier Rolltreppen 45 Meter tief hinunterführen.

## Bauten
| Nr.      | Funktion                                | errichtet | Beschreibung                                          | Bild                                  |
| -------- | --------------------------------------- | --------- | ----------------------------------------------------- | ------------------------------------- |
| 1–3      | Edifício do Ramiro Leão                 |           |                                                       |                                       |
| vor 1–3  | Eingang zum U-Bahnhof Baixa-Chiado      | 1998      |                                                       |                                       |
| 4–7      |                                         |           |                                                       |                                       |
| 8        | Palácio Ferreira Pinto Basto            |           | heute Sitz der Companhia de Seguros Mundial Confiança |                                       |
| vor 8    | Denkmal für António Ribeiro             | 1929      |                                                       | Denkmal für António Ribeiro           |
| 9–12     |                                         |           |                                                       |                                       |
| 13–15    |                                         |           |                                                       |                                       |
| ohne Nr. | Igreja de Nossa Senhora da Encarnação   |           |                                                       | Igreja de Nossa Senhora da Encarnação |
| ohne Nr. | Igreja do Loreto (Igreja dos Italianos) |           |                                                       | Igreja do Loreto                      |
| 16–23    |                                         |           |                                                       |                                       |
| 24–25    | Casa Havaneza                           |           |                                                       |                                       |